# Cselekvőképesség teljes korlátozása
A cselekvőképességet teljesen korlátozó gondnokság (korábbi nevén: cselekvőképességet kizáró gondnokság) a gondnokság egyik fajtája, amelynél a gondnokolt nem rendelkezik cselekvőképességgel. Ilyen gondnokság hatálya alá helyezi a bíróság azt a nagykorú személyt, akinek az ügyei viteléhez szükséges belátási képessége – mentális zavara következtében – tartósan, teljeskörűen hiányzik, és emiatt – egyéni körülményeire, valamint családi és társadalmi kapcsolataira tekintettel – indokolt a gondnokság alá helyezése. A bíróság a cselekvőképességet abban az esetben korlátozhatja teljesen, ha az érintett személy jogainak védelme a cselekvőképességet nem érintő módon vagy a cselekvőképesség részleges korlátozásával nem biztosítható. A joghatása ennek az ezt kimondó ítélet jogerőre emelkedésével áll be. Kiskorú is gondnokság alá kerülhet, 17. életéve betöltését követően, az ő esetében a bírósági határozat 18. életévének elérésekor lesz hatályos.
A pszichés állapot a bármikor, bárkinél bekövetkezhető, szerzett súlyos mentális betegségeket jelenti, melyek orvosilag kezelhetők, gyógyíthatók, míg a szellemi fogyatkozás rendszerint veleszületett, stabil állapotot jelent, ami általában nem gyógyítható, gyógyszeresen nem befolyásolható. Mind a pszichés állapot, mind a szellemi fogyatkozás a cselekvőképességet korlátozó gondnokságnál mondottaknál azonos értelemben szerepel, de nyilvánvaló fokozati különbséggel. Itt olyan súlyos esetekről van szó, amelyek a belátási képességet tartósan és teljes mértékben kizárják. Fontos megemlíteni, hogy a szenvedélybetegség önmagában nem elegendő a cselekvőképességet kizáró gondnokság alá helyezéshez.
A gondnokolt helyett a gondnok jár el ügyei intézésében, ugyanis a gondnokolt által tett jognyilatkozatok a cselekvőképesség hiánya miatt semmisnek számítanak. Azonban a cselekvőképtelen is tehet érvényes jognyilatkozatot, ha az csekély jelentőségű szerződés, s megkötése a mindennapi életben tömegesen fordul elő és különösebb megfontolást nem igényel. A gondnoknak a véleménynyilvánításra képes cselekvőképtelen nagykorú kívánságát az őt érintő jognyilatkozata megtétele előtt meg kell hallgatnia és lehetőség szerint figyelembe kell vennie.